# 28 de noviembre
El 28 de noviembre es el 332.º (tricentésimo trigésimo segundo) día del año en el calendario gregoriano y el 333.º en los años bisiestos. Quedan 33 días para finalizar el año.

## Acontecimientos
- 587: en Andelot-Blancheville (actual Francia), mediante el Tratado de Andelot, el rey Gontrán I de Borgoña reconoce a Childeberto II como su heredero.
- 1095: en Clermont (Francia), en el último día del Concilio de Clermont, el papa Urbano II envía al obispo Ademar de Monteil (f. 1098) y a Raimundo IV de Tolosa (1042-1105) a rescatar Tierra Santa en la Primera Cruzada.
- 1443: en Albania, Skanderbeg y sus fuerzas liberan la ciudad de Kruja e izan la bandera de Albania.
- 1493: Cristóbal Colón arriba a Jamaica y Puerto Rico, y circunnavega buena parte de la isla de Cuba.
- 1520: en el sur de Chile, después de navegar a través del estrecho de Magallanes, tres barcos bajo el mando del explorador portugués Fernando de Magallanes llegan al océano Pacífico, lo que los convierte en los primeros europeos que navegan desde el océano Atlántico hasta el Pacífico.
- 1582: en Stratford-upon-Avon, el escritor William Shakespeare y Anne Hathaway (embarazada de tres meses) pagan un impuesto de 40 libras esterlinas para obtener una licencia de matrimonio.
- 1715: en el Reino de Mallorca (perteneciente a la Corona de Aragón) se instauran los Decretos de nueva planta.
- 1779: en el territorio Mosquitia (oeste de Nicaragua) el coronel español Matías de Gálvez y Gallardo ataca a los británicos.
- 1811: en la sala de conciertos Gewandhaus, en Leipzig (Alemania) se estrena el Concierto para piano n.º 5 en mi bemol mayor, Op. 73, de Ludwig van Beethoven.
- 1814: en España, el rey Fernando VII crea la Orden de San Hermenegildo.
- 1814: en Londres, el periódico The Times se convierte en el primero del mundo en imprimirse con una máquina de vapor.
- 1821: en la actual ciudad de Panamá, el país de Panamá se independiza de España y se une voluntariamente a la Gran Colombia.
- 1838: en Cádiz (España) se dan por finalizadas las obras de construcción de la Catedral de Cádiz.
- 1840: en la provincia de Córdoba (Argentina) ―en el marco de las guerras civiles argentinas― el ejército federal (al mando del expresidente uruguayo Manuel Oribe) vence al ejército unitario (al mando de Juan Lavalle) en la batalla de Quebracho Herrado.
- 1843: los Gobiernos del Reino Unido y de Francia reconocen oficialmente al Reino de Hawái como una nación independiente. (Día de la Independencia de Hawái)
- 1848: Berna es reconocida como capital única de la Confederación Helvética.
- 1885: la victoria búlgara en la Guerra serbo-búlgara preserva la Unificación de Bulgaria.
- 1885: en España, la viuda de Alfonso XII, María Cristina de Habsburgo-Lorena, jura fidelidad al heredero de la Corona y a la Constitución.
- 1893: en Nueva Zelanda, por primera vez en la Historia humana, las mujeres votan en una elección nacional.
- 1905: en Irlanda, el nacionalista Arthur Griffith funda el partido político Sinn Féin.
- 1907: en Haverhill (Estados Unidos), el vendedor de chatarra Louis B. Mayer abre su primera sala de cine.
- 1909: Serguéi Rajmáninov estrena al piano su Concierto para piano n.º 3, considerado uno de los conciertos para piano más difíciles técnicamente en el repertorio pianístico de música clásica.
- 1910: en Grecia, Eleftherios Venizelos, líder del Partido Liberal, gana nuevamente las elecciones.
- 1911: en México, Emiliano Zapata proclama el Plan de Ayala, en el que se reivindica los derechos de los campesinos.
- 1912: Albania se independiza del Imperio otomano.
- 1925: en Barcelona, la Liga de Acción Católica de la Mujer protesta por la colocación del boceto escultórico de una estatua en la plaza Cataluña.
- 1925: en Nashville (Estados Unidos) empieza a difundirse el programa de música country Grand Ole Opry.
- 1930: en España, el filósofo José Ortega y Gasset publica La rebelión de las masas.
- 1936: en Paracuellos de Jarama (cerca de Madrid, España), el dramaturgo Pedro Muñoz Seca es fusilado. (Matanzas de Paracuellos).
- 1939: en Arenaza (provincia de Buenos Aires) se funda el Club Deportivo y Social Arenaza.
- 1942: en Boston (Estados Unidos), se incendia el salón nocturno Cocoanut Grove. Mueren abrasadas 491 personas.
- 1943: en Teherán (Irán), Winston Churchill, Franklin D. Roosevelt y Iósif Stalin celebran una conferencia.
- 1951: en Siria, un golpe de Estado da el poder al coronel Chichakli.
- 1954: en Uruguay se celebran elecciones generales. Nuevamente gana el Partido Colorado, que obtiene la mayoría en el Consejo Nacional de Gobierno.
- 1958: en un lapso de cinco días, cinco países africanos se independizan del Imperio colonial francés: Malí, Senegal, Chad, Gabón y Congo-Brazzaville.
- 1960: Mauritania se independiza del Imperio colonial francés.
- 1963: las Cortes españolas aprueban el Estatuto de Autonomía para Fernando Poo y Río Muni.
- 1964: en Cabo Cañaveral (Estados Unidos), la NASA lanza la sonda Mariner 4 hacia Marte.
- 1965: el presidente estadounidense Lyndon B. Johnson designa esta jornada "Día de la Oración Nacional", en memoria de las víctimas estadounidenses de la guerra de Vietnam.
- 1965: en respuesta al pedido del presidente estadounidense Lyndon B. Johnson de que necesitaba «más banderas» en Vietnam, el dictador filipino Ferdinand Marcos anuncia que enviará tropas para ayudar en la invasión estadounidense. (Ocho años más tarde vencerá Vietnam).
- 1965: Estados Unidos lanza el satélite de estudio ionosférico DME.
- 1966: en Burundi, Michel Micombero (1940-1983) depone a la monarquía y se convierte en el primer presidente de su país.
- 1967: en Yemen del Sur, el FNL proclama la independencia de la República Popular de Yemen del Sur, con la aprobación de las autoridades británicas.
- 1971: en Egipto, la unidad Septiembre Negro de la OLP (Organización para la Liberación de Palestina) asesina al primer ministro jordano Wasfi el-Tell.
- 1971: en Uruguay se celebran elecciones generales. En simultánea se realiza un plebiscito por la reelección presidencial de Jorge Pacheco Areco, que fracasa. Resulta elegido su candidato "suplente" Juan María Bordaberry, en medio de acusaciones de fraude por parte del candidato opositor Wilson Ferreira Aldunate.
- 1971: en Columbia británica (Canadá), miembros de la Policía Montada golpean a Fred Quilt (55), miembro de la nación originaria canadiense chilcotin, quien morirá dos días después.
- 1971: en La Palma (islas Canarias) finaliza la erupción del volcán Teneguía.
- 1972: el vuelo 446 de Japan Airlines se accidenta poco después de despegar del Aeropuerto Internacional de Moscú-Sheremétievo en Rusia por una activación accidental de los frenos aerodinámicos del avión.
- 1972: en la prisión de La Santé (Montparnasse) se realizan las últimas ejecuciones en París (Francia): son guillotinados los amotinados y asesinos Roger Bontems y Claude Buffet. El verdugo es Andre Obrecht (1899-1985).
- 1973: en Colombia, el territorio de Casanare, mediante la ley 19 de 1973, se separa del departamento de Boyacá y se convierte en intendencia nacional.
- 1975: Timor Oriental se independiza de Portugal.
- 1979: en el monte Érebo (Antártida) se estrella el vuelo Air New Zealand 901, un DC-10. Mueren las 257 personas a bordo.
- 1980: en Irak ―en el marco de la Guerra Irán-Irak (1980-1988)―, la Armada y la Fuerza Aérea de Irán lanzan la operación Morvarid (‘perla’), que destruye más del 70 % de la fuerza aérea iraquí.
- 1982: en Uruguay se celebran elecciones internas, iniciándose un proceso que, dos años después, pondría fin a la dictadura cívico-militar.
- 1983: el escritor español Francisco Ayala es galardonado con el Premio Nacional de Narrativa.
- 1987: al noreste de la isla Mauricio se incendia y cae el vuelo 295 de South African Airways. Mueren las 159 personas a bordo.
- 1990: finaliza el mandato de Margaret Thatcher como primera ministra del Reino Unido.
- 1991: Osetia del Sur se independiza de Georgia y se convierte en una república.
- 2000: el CA Boca Juniors, de Argentina, se proclama Campeón Intercontinental por segunda vez en su historia al derrotar al Real Madrid CF de España por 2 a 1 con dos tantos de Martín Palermo, en el Estadio Nacional de Tokio, Japón.
- 2002: en Mombasa (Kenia), varios suicidas hacen explotar un hotel (cuyo dueño era israelí). Sus compañeros fallan en hacer estallar el vuelo Arkia Israel Airlines 582 con misiles tierra-aire.
- 2005: la tormenta tropical Delta atraviesa el océano Atlántico, y afecta a las islas de Madeira y Canarias, donde provoca cortes eléctricos de más de una semana de duración.
- 2010: en España, el CiU gana las elecciones al Parlamento de Cataluña después de dos legislaturas de tripartito.
- 2012: en Ecuador el equipo de fútbol Barcelona SC se consagra campeón de la temporada 2012 tras 15 años.
- 2015: son retirados del servicio de la Fuerza Aérea Argentina sus últimos aviones Dassault Mirage III, con 43 años de servicio.[1]
- 2016: en el municipio de La Unión, Antioquia, (Colombia) se estrella el Vuelo 2933 de LaMia, que transportaba al equipo brasileño de fútbol Chapecoense; mueren 71 personas y quedan 6 heridas.
- 2020: Al perder con Sport Huancayo por 2-0, Alianza Lima desciende a la Segunda División del Perú por segunda vez en su historia.
- 2020: acontecimientos en torno al fallecimiento de Diego Armando Maradona:
  - cuarto día sin Diego Armando Maradona. Se erigen santuarios en varias partes del mundo en su honor.
  - en Newcastle, Australia, en el encuentro entre los Pumas y los All Blacks, antes de la haka, el conjunto de rugby neozelandés le regaló al conjunto argentino una camiseta de los All Blacks con la 10 de Maradona.[2]
  - en Brasil, el Santos, club en el que brilló Pelé, anunció que la remera 10 en vez de decir Yeferson Soteldo (delantero que habitualmente la viste) dirá Maradona en el partido contra Sport Recife.[3]
- 2021: Alianza Lima logra campeonar en la Primera División del Perú ante Sporting Cristal en el estadio nacional,consiguiendo así su estrella numero 25
- 2021: un terremoto de magnitud 7.5 se registró en Datem del Marañón, departamento de Loreto en Perú; fue de 131 km de profundidad.
- 2024: Fallece en la Ciudad de México, la actriz y reconocida figura de la cultura y espectáculo en México, Silvia Pinal a los 93 años de edad.

## Nacimientos
- 1118: Manuel I Comneno, emperador bizantino (f. 1180).
- 1489: Margarita Tudor, aristócrata escocesa, «reina consorte» (o sea, esposa de un rey).
- 1628: John Bunyan, predicador y escritor británico, conocido por su obra El progreso del peregrino (f. 1688).
- 1632: Jean-Baptiste Lully, compositor francés (f. 1687).
- 1640: Willem de Vlamingh, capitán neerlandés (f. 1698).
- 1660: María Ana Victoria de Baviera, aristócrata («delfina») francesa (f. 1690).
- 1757: William Blake, poeta y pintor británico (f. 1827).
- 1774: Francisco de Paula y Marín, botánico español (f. 1837).
- 1792: Victor Cousin, filósofo francés (f. 1867).
- 1793: Carl Jonas Love Almqvist, poeta sueco (f. 1866).
- 1795: Gregorio Aráoz de Lamadrid, líder unitario y militar argentino (f. 1857).
- 1805: John Stephens, explorador, escritor, diplomático y arqueólogo estadounidense (f. 1852).
- 1810: William Froude, ingeniero y arquitecto británico (f. 1879).

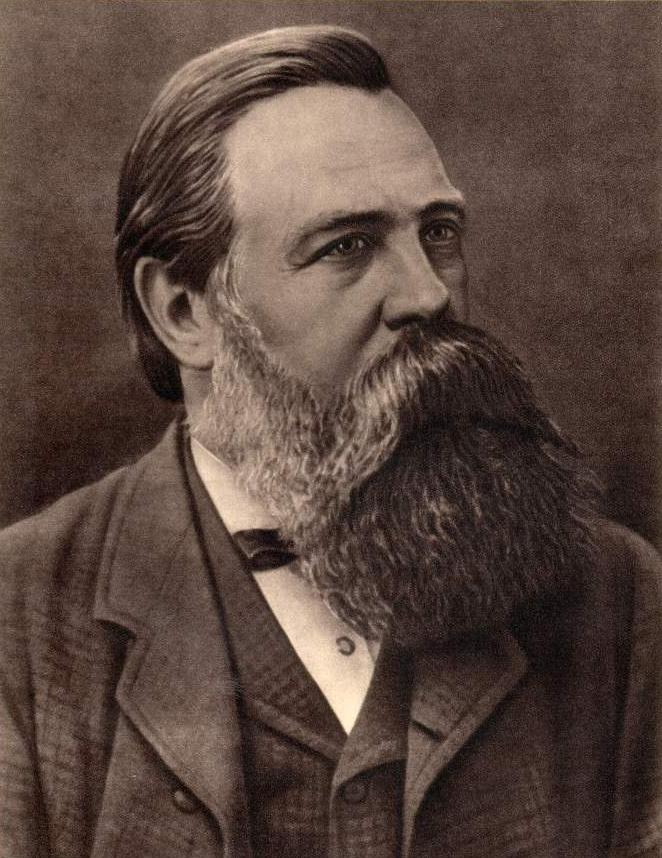
Friedrich Engels

- 1820: Friedrich Engels, filósofo y revolucionario alemán (f. 1895).
- 1829: Antón Rubinstein, pianista y compositor ruso (f. 1894).
- 1836: Amelia Denis de Icaza, poetisa panameña (f. 1911).
- 1837: John Wesley Hyatt, inventor estadounidense. Reconocido por perfeccionar el uso del celuloide (f. 1920).
- 1839: Elise Honegger, periodista, editora y activista suiza por los derechos de las mujeres (f. 1912).
- 1856: Belisario Porras, político y escritor panameño (f. 1947).
- 1857: Alfonso XII, aristócrata español, rey entre 1874 y 1885 (f. 1885).
- 1880: Aleksandr Blok, poeta ruso (f. 1921).
- 1881: Stefan Zweig, escritor austríaco (f. 1942).
- 1887: Ernst Röhm, oficial nazi alemán (f. 1934).
- 1894: Henry Hazlitt, filósofo y economista estadounidense (f. 1993).
- 1895: José Iturbi, pianista y director español (f. 1980).
- 1895: Juan Artola, futbolista español (f. 1937).
- 1899: Semión Krivoshéin, militar soviético (f. 1978)
- 1901: Óscar Diego Gestido, general, político y presidente uruguayo (f. 1967).
- 1904: Nancy Mitford, novelista y biógrafa británica (f. 1973).
- 1907: Rose Bampton, cantante estadounidense de ópera (f. 2007).
- 1907: Alberto Moravia, escritor italiano (f. 1990).
- 1908: Claude Lévi-Strauss, antropólogo, filósofo y lingüista belga-francés (f. 2009).
- 1909: David Miller, cineasta estadounidense (f. 1992).
- 1912: Morris Louis, pintor estadounidense (f. 1962).
- 1916: Ramón J. Velásquez, político, jurista, historiador y expresidente venezolano (f. 2014).
- 1918: Kiko Ledgard, presentador y actor peruano (f. 1995).
- 1923: Gloria Grahame, actriz estadounidense (f. 1981).
- 1923: James Karen, actor estadounidense (f. 2018).
- 1923: Emilio Rodríguez Barros, ciclista español (f. 1984).
- 1925: Umberto Veronesi, médico, político, cirujano y oncólogo italiano (f. 2016).
- 1925: József Bozsik, futbolista húngaro (f. 1978).
- 1927: Joan Ponç, pintor español (f. 1984).
- 1929: Berry Gordy, empresario musical estadounidense, fundador de Motown Records.
- 1929: Eliecer Ortega, comerciante, político y alcalde chileno (f. 1986).
- 1930: Carlos Figueroa Serrano, abogado y político chileno.
- 1931: Joan Guinjoan, compositor español (f. 2019).
- 1931: Tomi Ungerer, ilustrador y escritor francés (f. 2019).
- 1932: Víctor Alderete, abogado y político argentino, interventor del PAMI.
- 1932: Gato Barbieri, saxofonista argentino de jazz (f. 2016).
- 1933: Hope Lange, actriz estadounidense (f. 2003).
- 1935: Jorge Lafforgue, escritor, crítico literario y profesor argentino.
- 1935: Masahito de Hitachi, príncipe japonés.
- 1936: Gary Hart, político estadounidense.
- 1936: Philippe Sollers, escritor francés.
- 1938: José Antonio González Caviedes, político español (f. 1996).
- 1938: Alicia Maguiña, cantante y compositora peruana.
- 1940: Alberto Gallardo, futbolista y entrenador peruano (f. 2001).
- 1940: Javier Sádaba, filósofo español.
- 1941: Laura Antonelli, actriz italiana (f. 2015).
- 1943: Randy Newman, compositor, pianista y cantante estadounidense.
- 1944: Rita Mae Brown, escritora, poeta y guionista estadounidense.
- 1944: Marta González, actriz argentina.
- 1946: Joe Dante, cineasta y productor estadounidense de cine.
- 1947: Maria Farantouri, cantante y política griega.
- 1948: Beeb Birtles, guitarrista australiano-neerlandés, de la banda Little River Band.
- 1949: José Manuel de la Sota, político argentino (f. 2018).
- 1949: Alexander Godunov, bailarín ruso (f. 1995).

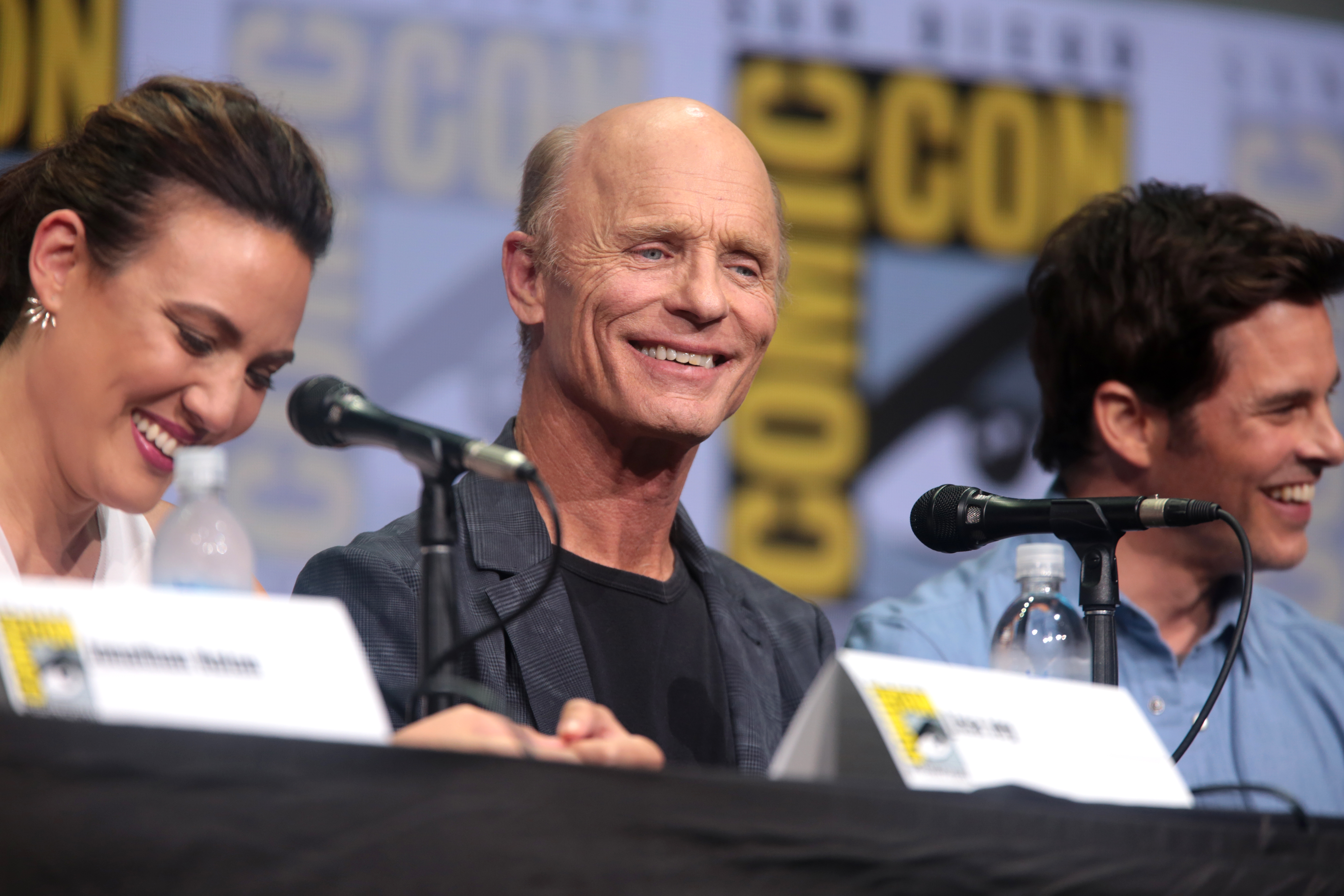
Ed Harris

- 1950: Ricardo Arroyo, actor español.
- 1950: Ed Harris, actor y cineasta estadounidense.
- 1950: Russell Alan Hulse, astrofísico estadounidense, premio Nobel de Física en 1993.
- 1951: Barbara Morgan, astronauta estadounidense.
- 1953: Helena Mallarino, actriz colombiana de cine, teatro y televisión.
- 1953: Alistair Darling, política británica.
- 1953: Pamela Hayden, actriz estadounidense.
- 1954: Aníbal Vázquez, político español (f. 2023).
- 1955: Alessandro Altobelli, futbolista italiano.
- 1956: Sergio Chejfec, escritor argentino (f. 2022).
- 1957: Gaspar Llamazares, político español.
- 1959: Judd Nelson, actor estadounidense.
- 1959: Miki Matsubara, cantante japonesa (f. 2004)
- 1959: Stephen Roche, ciclista irlandés.

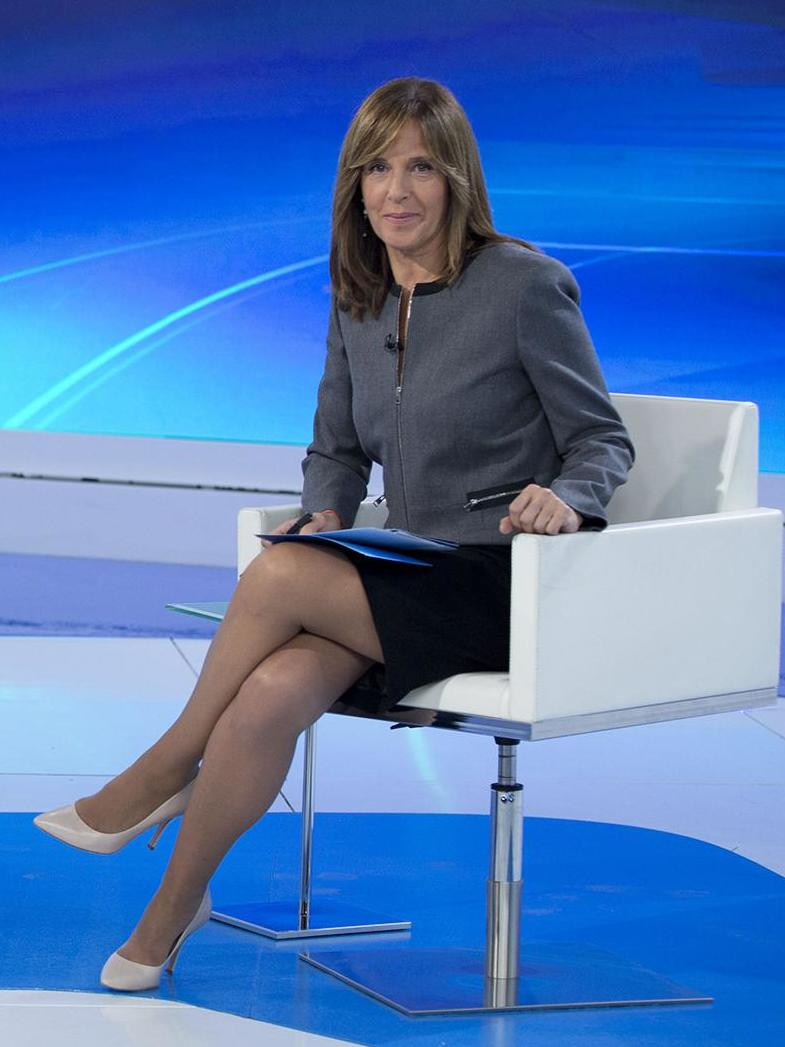
Ana Blanco

- 1960: Víctor Fernández, entrenador español de fútbol.
- 1960: John Galliano, diseñador de modas gibraltareño-británico.
- 1960: Ana Blanco, periodista, pedagoga y presentadora del Telediario de TVE (1990-2022).
- 1961: Martin Clunes, actor británico.
- 1961: Alfonso Cuarón, guionista y cineasta mexicano.
- 1961: Ramón García, presentador de televisión y de radio español.
- 1961: Daniel Hadad, periodista y empresario argentino.
- 1961: Jane Sibbett, actriz estadounidense.
- 1962: Davey Boy Smith, luchador profesional británico.
- 1962: Matt Cameron, baterista estadounidense, de las bandas Soundgarden y Pearl Jam.
- 1962: Jon Stewart, comediante estadounidense.
- 1963: Johnny Newman, baloncestista estadounidense.
- 1963: Armando Iannucci, cineasta escocés.
- 1964: Roy Tarpley, baloncestista estadounidense.
- 1965: Ilse, cantante mexicana.
- 1967: José Guillermo Del Solar, futbolista peruano.
- 1967: Sergio Pezzotta, árbitro de fútbol argentino.
- 1967: Anna Nicole Smith, modelo y actriz estadounidense (f. 2007).
- 1967: Dubravko Pavličić, futbolista croata (f. 2012).
- 1970: Álex López Morón, tenista español.
- 1970: Édouard Philippe, político francés.
- 1971: Rob Conway, luchador profesional estadounidense.
- 1971: Ricardo Andrade, cantante, guitarrista y compositor guatemalteco (f. 2002).
- 1971: Fenriz, cantante y baterista noruego, de la banda Darkthrone.
- 1972: Paulo Figueiredo, futbolista angoleño.
- 1972: Vera Fogwill, actriz argentina.
- 1972: Jesper Strömblad, guitarrista sueco, de la banda In Flames.
- 1972: Claudia López Benaiges, anarquista chilena (f. 1998).
- 1973: Jade Puget, guitarrista estadounidense de rock alternativo, de la banda AFI.
- 1974: apl.de.ap, rapero y productor filipino-estadounidense, de la banda Black Eyed Peas.
- 1974: Styles P, rapero afroestadounidense.
- 1974: Kristian Schmid, actor australiano.

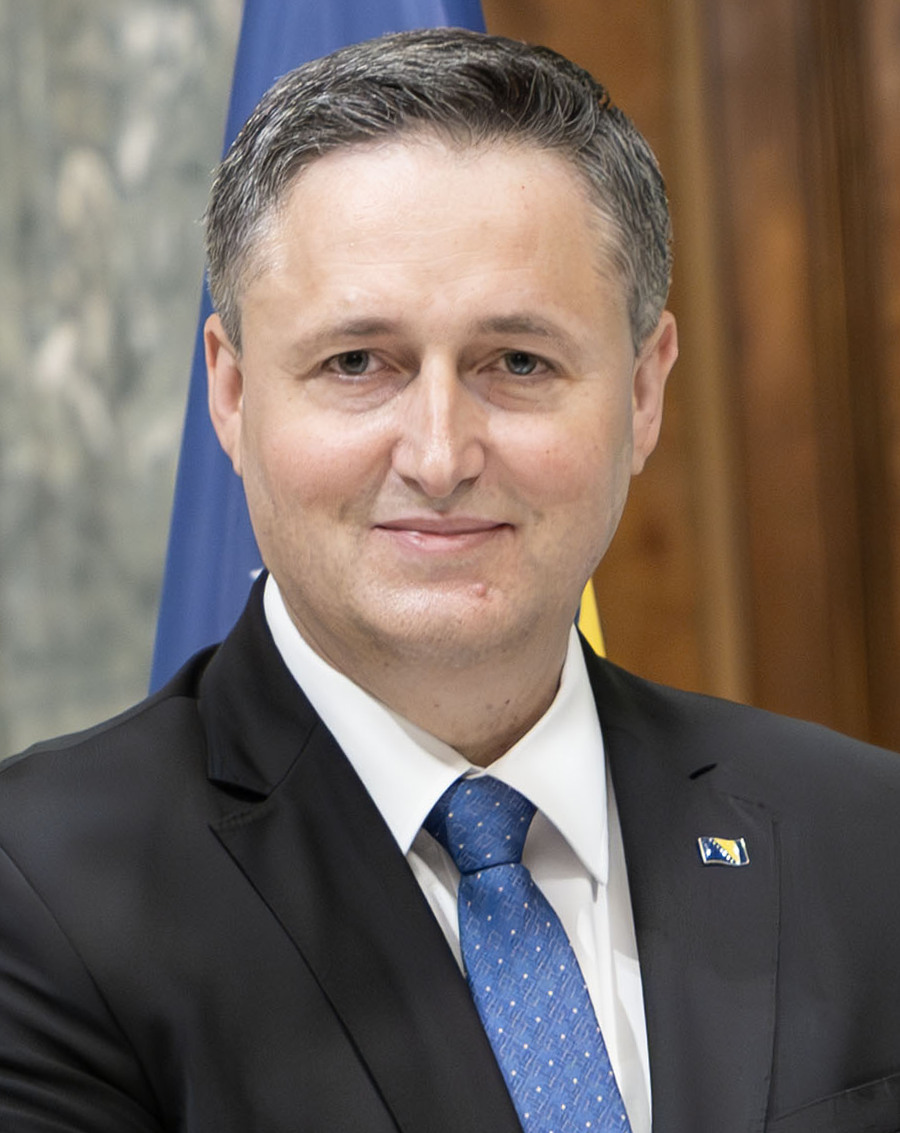
Denis Bećirović

- 1975: Juan Martín Díaz, jugador de pádel argentino-español.
- 1975: Sunny Mabrey, actriz estadounidense.
- 1975: Sigurd Wongraven, músico noruego, de la banda Satyricon.
- 1975: Denis Bećirović, profesor y político bosnio, Miembro bosniaco de la Presidencia de Bosnia y Herzegovina desde 2022.
- 1976: Juana Acosta, actriz colombiana nacionalizada española.
- 1976: Ryan Kwanten, actor australiano.
- 1976: Lucía Puenzo, directora de cine argentina.
- 1976: Aitor Ocio Carrión, futbolista español.
- 1977: Fabio Grosso, futbolista italiano.
- 1977: Acer Nethercott, rower británico (f. 2013).
- 1977: Gavin Rae, futbolista británico.
- 1978: Mayré Martínez, cantante venezolana, ganadora de Latin American Idol.
- 1978: Mehdi Nafti, futbolista tunecino.
- 1978: Aimee Garcia, actriz estadounidense.

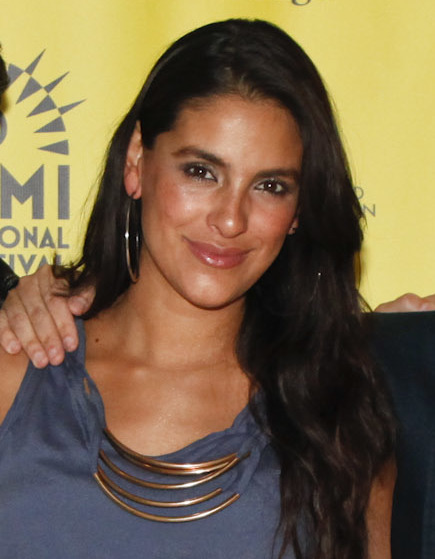
Liz Gallardo

- 1979: Chamillionaire, rapero estadounidense.
- 1979: Liz Gallardo, actriz mexicana.
- 1979: Daniel Henney, modelo y actor estadounidense con nacionalidad surcoreana.
- 1982: Leandro Barbosa, baloncestista brasileño.
- 1983: Rostam Batmanglij, compositor, productor y multinstrumentista estadounidense, de las bandas Vampire Weekend y Discovery.
- 1983: Nelson Haedo Valdez, futbolista paraguayo.
- 1983: Edouard Roger-Vasselin, tenista francés.
- 1983: Carlos Villanueva, beisbolista dominicano.
- 1984: Andrew Bogut, baloncestista australiano
- 1984: Trey Songz, cantante estadounidense.
- 1984: Mary Elizabeth Winstead, actriz estadounidense.
- 1984: Naoko Yamada, animadora y directora japonesa.
- 1985: Álvaro Pereira "Palito", futbolista uruguayo.
- 1986: Mouhamadou Dabo, futbolista francés.
- 1987: Carolina Armijo, exfutbolista chilena
- 1987: Karen Gillan, actriz británica.
- 1988: Adrián Rodríguez, actor y cantante español.
- 1990: Dedryck Boyata, futbolista belga.
- 1990: Sara Uribe, presentadora y modelo colombiana.
- 1992: Gabriel Graciani, futbolista argentino.
- 1992: Adam Hicks, actor y cantante estadounidense.
- 1992: Jake Miller, cantante estadounidense.
- 1994: Kristoffer Peterson, futbolista sueco.
- 1996: Abdelhamid Sabiri, futbolista marroquí.
- 1997: Thor Salden, cantante belga.
- 1997: Rebecca Volpetti, actriz pornográfica y modelo italiana.
- 1997: Urko Berrade, ciclista español.
- 1998: Tabea Schendekehl, remera alemana.
- 1998: Fernando Costanza, futbolista brasileño.
- 1998: Adalberto Carrasquilla, futbolista panameño.
- 1999: Sekou Koita, futbolista maliense.
- 1999: Owen Wijndal, futbolista neerlandés.
- 1999: Alicia Mancilla, nadadora guatemalteca.
- 2001: Max Park, speedcuber estadounidense de origen coreano.
- 2016: Liam de Nassau, noble luxemburgués.

## Fallecimientos
- 741: Gregorio III, papa de la Iglesia católica entre 731 y 741.
- 1058: Casimiro I el Restaurador, duque de Polonia de 1034 a 1058 (n. 1016).

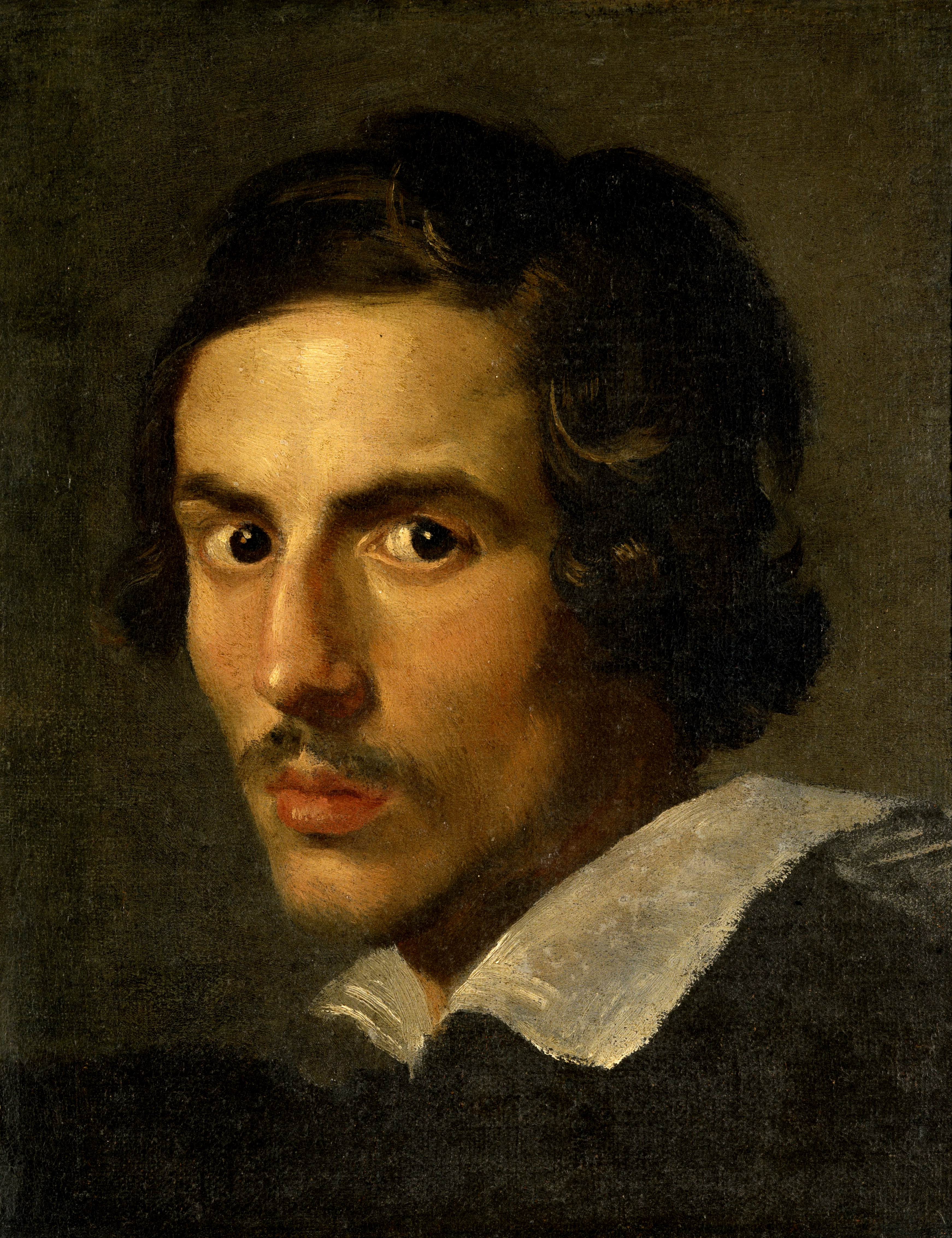
Gian Lorenzo Bernini

- 1680: Gian Lorenzo Bernini, escultor, arquitecto y pintor italiano (n. 1598).
- 1694: Matsuo Bashō, poeta japonés (n. 1644).
- 1747: Carlos Leopoldo de Mecklemburgo-Schwerin, Duque de Mecklemburgo-Schwerin (n. 1678).
- 1794: Friedrich Wilhelm von Steuben, militar estadounidense nacido en Prusia (n. 1730).
- 1822: Francisco Antonio Zea, científico y político colombiano (n. 1766).
- 1841: Manuel de Salas, destacado educador y patriota chileno (n. 1754).
- 1859: Washington Irving, escritor estadounidense (n. 1783).
- 1870: Frédéric Bazille, pintor francés (n. 1841).
- 1878: Orson Hyde, líder religioso estadounidense (n. 1805).
- 1889: Richard Volkmann, cirujano y escritor alemán (n. 1830).
- 1890: Jyotirao Phule, activista social indio (n. 1827).
- 1907: Stanisław Wyspiański, dramaturgo polaco (n. 1869).
- 1907: Ricardo Castro Herrera, músico y compositor mexicano (n. 1864).
- 1921: `Abdu'l-Bahá, líder religioso persa (n. 1844).
- 1936: Pedro Muñoz Seca, escritor español  (n. 1879).
- 1939: José Agustín Pérez del Pulgar, sacerdote y físico español (n. 1875).
- 1939: James Naismith, pedagogo canadiense inventor del baloncesto (n. 1861).
- 1945: Dwight Davis, tenista y político estadounidense (n. 1879).
- 1947: Jacques Leclerc, militar francés (n. 1902).
- 1952: Elena Petrovich Niegos, aristócrata y reina italiana (n. 1873).
- 1954: Enrico Fermi, físico italo-estadounidense, premio Nobel de Física en 1938 (n. 1901).
- 1960: Richard Nathaniel Wright, escritor estadounidense (n. 1908).
- 1960: Sofía Martins de Sousa, pintora portuguesa (n. 1870).
- 1960: Dirk Jan de Geer, político neerlandés (n. 1870).
- 1962: Guillermina de los Países Bajos, aristócrata neerlandesa (n. 1880).
- 1966: José Isbert, actor español (n. 1886).
- 1968: Enid Blyton, escritora británica (n. 1897).
- 1972: Ángel Tacuarita Brandazza, militante social argentino asesinado por el Ejército (n. 1949).
- 1972: Sibila de Sajonia-Coburgo-Gotha, aristócrata alemana (n. 1908).
- 1974: Miguel Odriozola, genetista y sindicalista español (n. 1903).
- 1975: Érico Veríssimo, escritor brasileño (n. 1905).
- 1976: Rosalind Russell, actriz estadounidense (n. 1907).
- 1978: Antonio Vespucio Liberti, dirigente deportivo argentino (n. 1902).
- 1985: John McNally, jugador estadounidense de fútbol americano (n. 1903).
- 1987: Pablo Pérez Zañartu, ingeniero y político chileno (n. 1915).
- 1990: Francisco Godia, piloto español de Fórmula 1 (n. 1921).
- 1992: Sidney Nolan, pintor australiano (n. 1917).
- 1993: Roberto García-Peña, periodista y abogado colombiano (n. 1910).
- 1993: Garry Moore, animador, presentador y humorista estadounidense (n. 1915).
- 1994: Vicente Enrique y Tarancón, cardenal español (n. 1907).
- 1994: Jeffrey Dahmer, asesino en serie estadounidense (n. 1960).
- 1994: Venancio Pérez, futbolista español (n. 1921).
- 1994: Jerry Rubin, activista social estadounidense (n. 1938).
- 2000: Alfonso De Grazia, actor argentino de teatro, cine y televisión (n. 1932).
- 2004: Raúl Troncoso, político chileno (n. 1935).

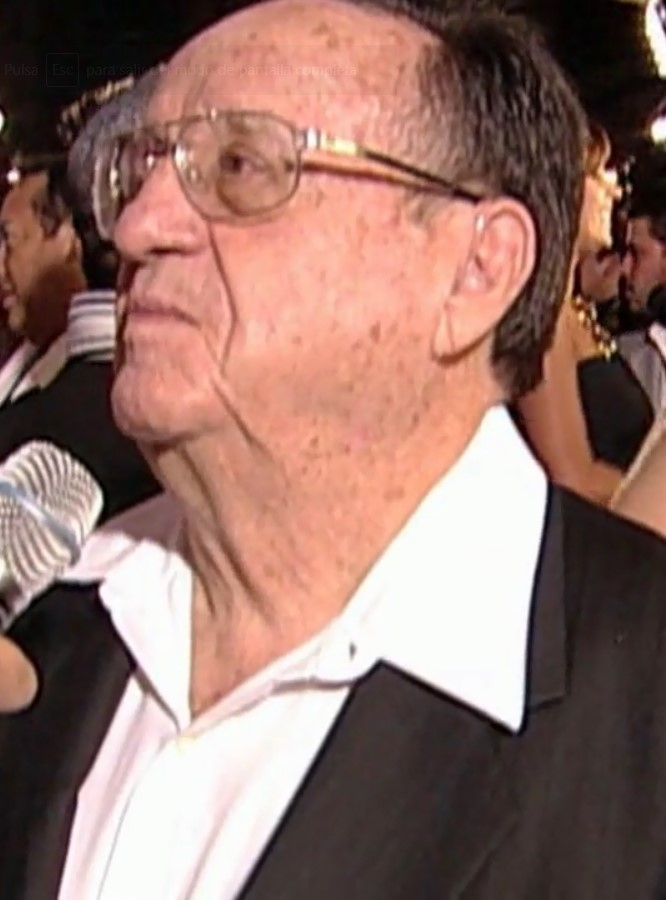
Roberto Gómez Bolaños.

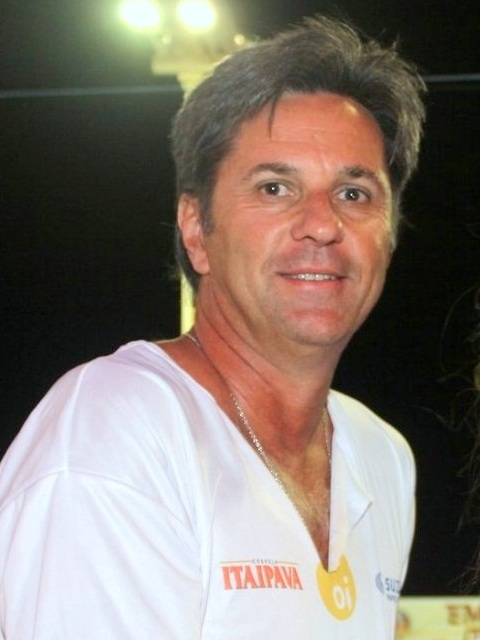
Caio Júnior.

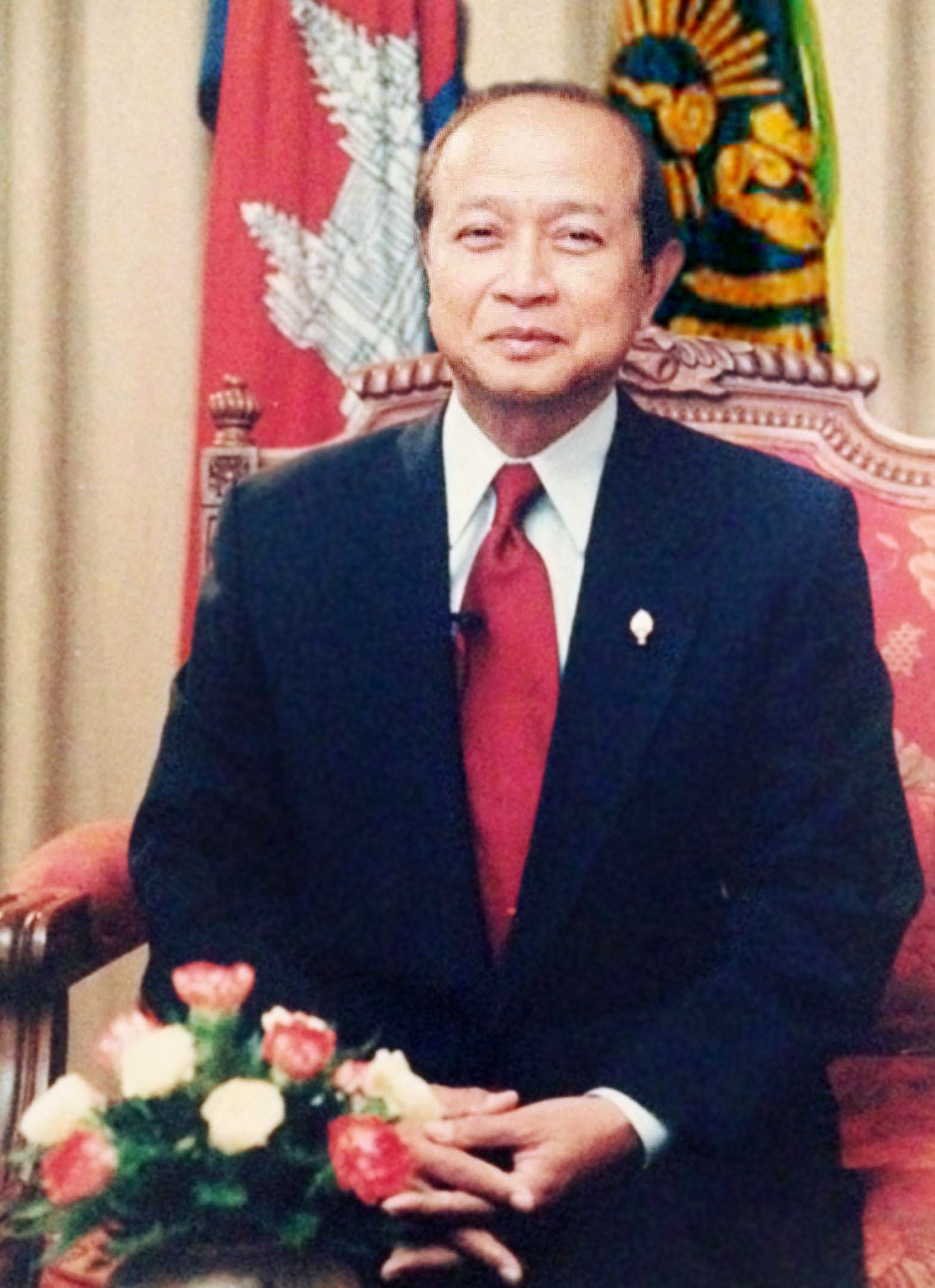
Norodom Ranariddh.

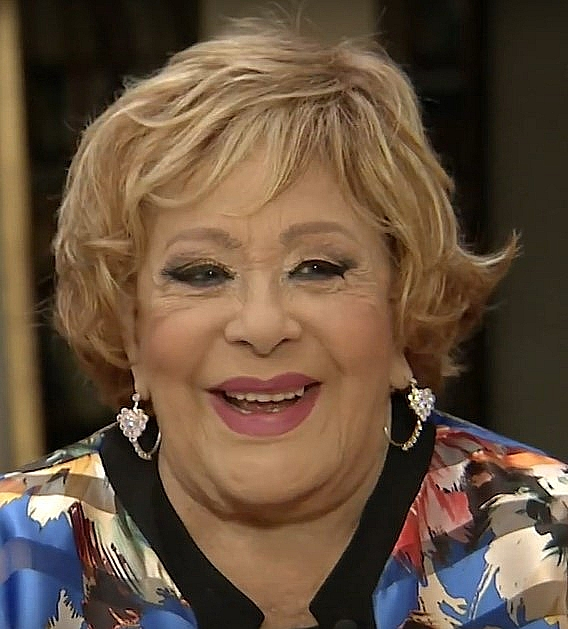
Silvia Pinal.

- 2006: Max Merkel, futbolista y entrenador austríaco (n. 1918).
- 2008: Leonel Roberto Carrillo, político mexicano (n. 1974).
- 2010: Samuel T. Cohen, físico estadounidense (n. 1921).
- 2010: Leslie Nielsen, actor canadiense (n. 1926).
- 2011: Patrice O’Neal, actor y comediante estadounidense (n. 1969).
- 2014: Roberto Gómez Bolaños, actor, comediante, dramaturgo, escritor, guionista, director y productor mexicano (n. 1929).
- 2015: Rosa Galcerán, ilustradora de cómic y poeta española (n. 1917).
- 2016: Las víctimas del accidente aéreo del Vuelo 2933 de LaMia:
  - Ananias Elói Castro Monteiro, futbolista brasileño del Chapecoense (n. 1989).
  - Bruno Rangel, futbolista brasileño del Chapecoense (n. 1981).
  - Caio Júnior, exfutbolista y entrenador brasileño del Chapecoense (n. 1965).
  - Cléber Santana, futbolista brasileño del Chapecoense (n. 1981).
  - Dener Assunção Braz, futbolista brasileño del Chapecoense (n. 1991).
  - Everton Kempes dos Santos Gonçalves, futbolista brasileño del Chapecoense (n. 1982).
  - Filipe José Machado, futbolista brasileño del Chapecoense (n. 1984).
  - Guilherme Gimenez de Souza, futbolista brasileño del Chapecoense (n. 1995).
  - José Gildeixon Clemente de Paiva, futbolista brasileño del Chapecoense (n. 1987).
  - Josimar Rosado da Silva Tavares, futbolista brasileño del Chapecoense (n. 1986).
  - Marcelo Augusto Mathias da Silva, futbolista brasileño del Chapecoense (n. 1991).
  - Ailton Cesar Junior Alves da Silva, futbolista brasileño del Chapecoense (n. 1994).
  - Mateus Lucena dos Santos, futbolista brasileño del Chapecoense (n. 1994).
  - Matheus Bitencourt da Silva, futbolista brasileño del Chapecoense (n. 1995).
  - Tiago da Rocha, futbolista brasileño del Chapecoense (n. 1994).
  - Willian Thiego de Jesus, futbolista brasileño del Chapecoense (n. 1986).
  - Delfim Pádua Peixoto Filho, presidente de la FCF (n. 1941).
- 2017: Magín Díaz, fue un cantante y compositor colombiano de música popular. (n. 1922).
- 2019: Julio Nazareno, abogado y juez argentino (n. 1936).
- 2020: David Prowse, halterófilo y actor británico (n. 1935).
- 2020: Juan de Dios Román, entrenador y directivo de balonmano español (n. 1942).
- 2021: Justo Gallego, labrador español (n. 1925).
- 2021: Norodom Ranariddh, político camboyano (n. 1944).
- 2021: Frank Williams, piloto de carreras británico (n. 1942).
- 2021: Virgil Abloh, diseñador de moda estadounidense (n. 1980).
- 2021: Sebastián Boscán, actor colombiano (n. 1970).
- 2022: Clarence Gilyard, actor y escritor estadounidense (n. 1955).
- 2022: Roger Alan Currie, escritor y conferenciante (n. 1963).
- 2023: Charlie Munger, empresario, inversor, hombre de negocios y filántropo estadounidense (n. 1924).
- 2023: Cecil Sandford, piloto de motociclismo británico (n. 1928).
- 2023: Queenz Cheng, actriz y cantante malaya (n. 1986).
- 2024: Silvia Pinal, actriz, productora y política mexicana (n. 1931).
- 2024: Lía Crucet, cantante, modelo y actriz argentina (n. 1952)
- 2024: Prince Johnson, político liberiano (n. 1952).

## Celebraciones
- Día del Planeta Rojo. Se celebra cada 28 de noviembre para conmemorar el lanzamiento de la nave espacial Mariner 4 de la NASA en 1964, que fue la primera en llegar a Marte.

Compartidas
- Unión Europea: (ciertas regiones): 
  - Día del Mediterráneo.

 Por países
(Por orden alfabético)
- Albania: 
  - Día de la Independencia.[4]

- Argentina: 
  -  Chaco: 
    - Día Provincial del Inmigrante.[5] Con carácter permanente fijándose la ciudad de Las Breñas[6] como sede de la Fiesta Provincial del Inmigrante.
Decreto N.º 1863 del gobernador Deolindo Felipe Bittel: 28 de noviembre de 1974 (50 años).

- España: 
  - Día Mundial de las Personas sin Hogar.

- Estados Unidos: 
  - Día de la Tostada Francesa.
(en inglés: National French Toast Day).

- Mauritania: 
  - Día de la Independencia.

- México:
  - Día Nacional de las Personas Sordas. Creado este día del 2017 con motivo de la fundación de la primera escuela para personas sordas en México, en 1867, por la Comisión de Derechos Humanos del Distrito Federal (CDHDF), a través de su Relatoría por los Derechos de las Personas con Discapacidad. Celebración propicia para hacer un llamado urgente a que se eliminen las barreras sociales que impiden el ejercicio de los derechos humanos a esta población.
  - Día Nacional del Artista, Intérprete o Ejecutante. Conmemoración que insta a a realizar programas que permitan destacar y difundir las actividades de interpretación o ejecución de artistas mexicanos de amplia trayectoria.

- Panamá: 
  - Feriado Nacional por la celebración de la independencia del Imperio español.

- Perú: 
  - Día del Médico Internista Peruano. En conmemoración de la creación de la Sociedad Peruana de Medicina Interna (SPMI) el 28 de noviembre de 1964, durante el 8° Congreso Internacional de Medicina Interna en Buenos Aires, Argentina.

### Santoral católico

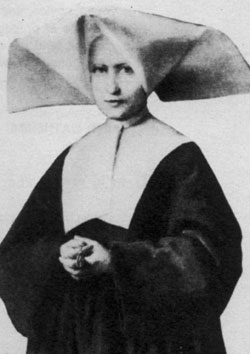
Catalina Labouré (fotografía real de la santa).

- San Andrés Tran Van Trông.[7]
- San Basilio (mártir).[7]
- Santa Catalina Labouré[7] (imagen ilustrativa).
- San Crescenciano.[7]
- San Edelboldo.[7]
- San Esteban el Joven.[7]
- San Eustaquio (obispo).[7]
- San Félix.[7]
- San Florenciano.[7]
- San Honesto de Nimes.[7]
- San Hortelano (obispo).[7]
- San Irenarco.[7]
- San Jacobo de la Marca.[7]
- San Lamano.[7]
- San Mansueto de Uruci.[7]
- San Papiniano de Vita y compañeros.[7]
- San Pedro (monje).[7]
- San Rufo (mártir).[7]
- San Sóstenes.[7]
- Santa Teodora de Rossano.[7]
- San Urbano (obispo).[7]
- Beata Gracia de Cattaro.[7]
- Beato Jacobo Thomson.[7]
- Beato Juan Jesús Adradas Gonzalo y compañeros.[7]
- Beato Luis Campos Górriz.[7]